# Плавание на летних Олимпийских играх 1972
Соревнования по плаванию на летних Олимпийских играх 1972 года проводились как среди мужчин, так и среди женщин.

## Общий медальный зачёт
| Место | Страна         | Золото | Серебро | Бронза | Всего |
| ----- | -------------- | ------ | ------- | ------ | ----- |
| 1     | США            | 17     | 14      | 12     | 43    |
| 2     | Австралия      | 6      | 2       | 2      | 10    |
| 3     | ГДР            | 2      | 5       | 2      | 9     |
| 4     | Япония         | 2      | 0       | 1      | 3     |
| 5     | Швеция         | 2      | 0       | 0      | 2     |
| 6     | СССР           | 0      | 2       | 3      | 5     |
| 7     | Канада         | 0      | 2       | 2      | 4     |
| 8     | ФРГ            | 0      | 1       | 3      | 4     |
| 9     | Италия         | 0      | 1       | 2      | 3     |
| 9     | Венгрия        | 0      | 1       | 2      | 3     |
| 11    | Великобритания | 0      | 1       | 0      | 1     |

## Медалисты

### Мужчины
| Дисциплина                       | Золото                                                          | Серебро                                                                    | Бронза                                                                      |
| -------------------------------- | --------------------------------------------------------------- | -------------------------------------------------------------------------- | --------------------------------------------------------------------------- |
| 100 м вольным стилем             | Марк Спитц США                                                  | Джерри Хайденрайх США                                                      | Владимир Буре СССР                                                          |
| 200 м вольным стилем             | Марк Спитц США                                                  | Стив Джентер США                                                           | Вернер Лампе ФРГ                                                            |
| 400 м вольным стилем             | Брэдфорд Купер Австралия                                        | Стив Джентер США                                                           | Том Макбрин США                                                             |
| 1500 м вольным стилем            | Майк Бёртон США                                                 | Грэм Виндитт Австралия                                                     | Дуг Нортуэй США                                                             |
| 100 м на спине                   | Роланд Маттес ГДР                                               | Майк Стамм США                                                             | Джон Мёрфи США                                                              |
| 200 м на спине                   | Роланд Маттес ГДР                                               | Майк Стамм США                                                             | Митч Иви США                                                                |
| 100 м брассом                    | Нобутака Тагути Япония                                          | Том Брюс США                                                               | Джон Хенккен США                                                            |
| 200 м брассом                    | Джон Хенккен США                                                | Дэвид Вилки Великобритания                                                 | Нобутака Тагути Япония                                                      |
| 100 м баттерфляем                | Марк Спитц США                                                  | Брюс Робертсон Канада                                                      | Джерри Хайденрайх США                                                       |
| 200 м баттерфляем                | Марк Спитц США                                                  | Гэри Холл-старший США                                                      | Робин Бэкхаус США                                                           |
| 200 м комплексным плаванием      | Гуннар Ларссон Швеция                                           | Тим Макки США                                                              | Стив Фёрнисс США                                                            |
| 400 м комплексным плаванием      | Гуннар Ларссон Швеция                                           | Тим Макки США                                                              | Андраш Харгитай Венгрия                                                     |
| Эстафета 4×100 м вольным стилем  | США · Марк Спитц · Дэвид Эдгар · Джерри Хайденрайх · Джон Мёрфи | СССР · Владимир Буре · Виктор Абоимов · Игорь Гривенников · Виктор Мазанов | ГДР · Роланд Маттес · Вильфрид Хартунг · Луц Унгер · Петер Брух             |
| Эстафета 4×200 м вольным стилем  | США · Стив Джентер · Джон Кинселла · Фред Тайлер · Марк Спитц   | ФРГ · Ханс-Йоахим Фаснахт · Вернер Лампе · Клаус Штайнбах · Ханс Фосселер  | СССР · Игорь Гривенников · Владимир Буре · Георгий Куликов · Виктор Мазанов |
| Эстафета 4×100 м комбинированная | США · Том Брюс · Джерри Хайденрайх · Майк Стамм · Марк Спитц    | ГДР · Роланд Маттес · Клаус Катцур · Хартмут Флёкнер · Луц Унгер           | Канада · Брюс Робертсон · Эрик Фиш · Вильям Махони · Роберт Кастинг         |

### Женщины
| Дисциплина                       | Золото                                                             | Серебро                                                                | Бронза                                                                |
| -------------------------------- | ------------------------------------------------------------------ | ---------------------------------------------------------------------- | --------------------------------------------------------------------- |
| 100 м вольным стилем             | Сандра Нейлсон США                                                 | Ширли Бабашофф США                                                     | Шейн Гоулд Австралия                                                  |
| 200 м вольным стилем             | Шейн Гоулд Австралия                                               | Ширли Бабашофф США                                                     | Кина Ротхаммер США                                                    |
| 400 м вольным стилем             | Шейн Гоулд Австралия                                               | Новелла Каллигарис Италия                                              | Гудрун Вегнер ГДР                                                     |
| 800 м вольным стилем             | Кина Ротхаммер США                                                 | Шейн Гоулд Австралия                                                   | Новелла Каллигарис Италия                                             |
| 100 м на спине                   | Мелисса Белоут США                                                 | Андреа Дьярмати Венгрия                                                | Сьюзи Этвуд США                                                       |
| 200 м на спине                   | Мелисса Белоут США                                                 | Сьюзи Этвуд США                                                        | Донна Гурр Канада                                                     |
| 100 м брассом                    | Кейти Карр США                                                     | Галина Степанова СССР                                                  | Беверли Уайтфилд Австралия                                            |
| 200 м брассом                    | Беверли Уайтфилд Австралия                                         | Дана Шёнфилд США                                                       | Галина Степанова СССР                                                 |
| 100 м баттерфляем                | Маюми Аоки Япония                                                  | Росвита Байер ГДР                                                      | Андреа Дьярмати Венгрия                                               |
| 200 м баттерфляем                | Карен Моэ США                                                      | Линн Колелла США                                                       | Элли Даниэль США                                                      |
| 200 м комплексным плаванием      | Шейн Гоулд Австралия                                               | Корнелиа Эндер ГДР                                                     | Линн Видали США                                                       |
| 400 м комплексным плаванием      | Гэйл Нилл Австралия                                                | Лесли Клифф Канада                                                     | Новелла Каллигарис Италия                                             |
| Эстафета 4×100 м вольным стилем  | США · Ширли Бабашофф · Джейн Баркмен · Дженни Кемп · Сэнди Нильсон | ГДР · Габриле Вецко · Андреа Айфе · Корнелиа Эндер · Эльке Земиш       | ФРГ · Гудрун Бекман · Хайдемари Райнек · Ангела Штайнбах · Ютта Вебер |
| Эстафета 4×100 м комбинированная | США · Мелисса Белоте · Кейти Карр · Дина Диардёрфф · Сэнди Нильсон | ГДР · Кристине Хербст · Ренате Фогель · Корнелиа Эндер · Росвита Байер | ФРГ · Гудрун Бекман · Хайдемари Райнек · Френи Эберле · Сильке Пилен  |